# ملك الرماد
ملك الرماد هي رواية فانتازيا صدرت عام 2025، من تأليف تشيلسي عبد الله. تُعد هذه الرواية الثانية للمؤلفة، وهي الجزء الثاني من ثلاثية بحر الرمال. تستوحي الرواية أحداثها من كتاب "ألف ليلة وليلة"، وقد نالت تقييمات إيجابية من النقاد.

## القصة
تبدأ أحداث رواية "ملك الرماد" (Book two of Abdullah’s “Sandsea Trilogy”) مباشرةً بعد نهاية الجزء الأول "سارق الغبار النجمي" (The Stardust Thief)، والذي اختير كأحد أفضل كتب مجلة Library Journal.
تجد الشخصيتان الرئيسيتان، لولي النظاري "التاجرة الليلية"، والأمير المنفي مازن بن مالك، نفسيهما في عالم الجن تحت بحر الرمال، هربًا من المذبحة التي تدور على السطح. تاركين خلفهما حارسة لولي من الجن "قادير"، وعائشة بنت لؤاس التي كانت في السابق إحدى اللصوص الأربعين الأسطوريين.
تتفرع القصة لتتبع رحلة لولي ومازن وهما يتنقلان عبر عالم الجن المليء بالصراعات والسحر الذي لا يمكنهما فهمه. في الوقت نفسه، لا تستسلم عائشة، وتُصر على العثور على أصدقائها والانتقام ممن خانهم. أما قادير، وهو جني ذو قوة هائلة وماضٍ معقد، فيواجه خطرًا كبيرًا، بينما تتكشف حكايته لتصبح المحرك الأساسي لهذه الأحداث الكارثية التي بدأت منذ اللحظة التي وطأت فيها أقدام المسافرين الأربعة رمال الصحراء.